# Ellenállás (film)
Az Ellenállás (eredeti cím: Resistance) 2020-ban bemutatott koprodukciós életrajzi filmdráma, amelyet saját forgaókönyvéből Jonathan Jakubowicz rendezett, Marcel Marceau élete alapján. A főbb szerepekben Jesse Eisenberg, Clémence Poésy, Matthias Schweighöfer, Alicia von Rittberg, Félix Moati, Röhrig Géza, Karl Markovics, Kerekes Vica, Bella Ramsey, Ed Harris és Édgar Ramírez látható.
Az Amerikai Egyesült Államokban 2020. március 27-én mutatta be az IFC Films. 

## Cselekmény
1938, München: A náci barnaingesek betörnek egy fiatal zsidó lány, Elsbeth otthonába, és megölik szüleit.
Az 1939-es franciaországi Strasbourgban, az ifjú Marcel Marceau beteljesületlenül dolgozik zsidó édesapja, Charles Mangel hentesüzletében. Ellenszegül apja kívánságának, hogy átvegye a családi vállalkozást. Szabadidejét festéssel és Charlie Chaplin utánzásával tölti. Amikor unokatestvére, Georges rábeszéli, vigyázzon egy csoport Németországból kimentett zsidó árvára, pantomimját a traumatizált gyerekek nagy örömmel fogadják. Franciaországot ekkor szállják meg a németek. Marcel idősebb testvére, Alain a második világháború alatt a francia ellenállásban tevékenykedik. Később Marcel is csatlakozik az ellenálláshoz.
Amikor a politikai helyzet feszültté válik, Marcel, bátyja, Alain és unokatestvére, Georges, valamint barátai egy kis csoportja segít a zsidó árvák menekülésében. Egy ürüggyel a Save the Children Alapítvány létesítményeit használva rejtegették a gyerekeket a nácik elől. Kezdetben délre vitték a gyerekeket, és a katolikus egyház, a cserkészek és a befogadó családok gondjaira bízták őket. Végül néhány gyerek az ellenállási csoport tagjainak kíséretében Franciaországból Svájcba menekült, mert félő volt, hogy a nácik felfedezik rejtekhelyüket.

## Szereplők
| Szerep          | Színész               | Magyar hang       |
| --------------- | --------------------- | ----------------- |
| Marcel Marceau  | Jesse Eisenberg       | Hamvas Dániel     |
| Emma            | Clémence Poésy        | Nemes Takách Kata |
| Alain Mangel    | Félix Moati           | Penke Bence       |
| Mila            | Kerekes Vica          | Kerekes Vica      |
| Klaus Barbie    | Matthias Schweighöfer | Seder Gábor       |
| Georges Loinger | Röhrig Géza           | Hannus Zoltán     |
| George Patton   | Ed Harris             | Bartók László     |
| Elsbeth         | Bella Ramsey          | Szűcs Anna Viola  |
| Flora           | Martha Issová         |                   |
| Charles Mangel  | Karl Markovics        |                   |
| Sigmund         | Édgar Ramírez         | Kapácsy Miklós    |
| Regine          | Alicia von Rittberg   |                   |

### Magyar változat
- Főcím: Endrédi Máté
- Magyar szöveg: Halász Blanka
- Hangmérnök és vágó: Papp Zoltán István
- Gyártásvezető: Kassai Zsuzsa
- Szinkronrendező: Pesti Zsuzsanna
- Produkciós vezető: Legény Judit
- Producer: Janicsák István

A szinkront a Laborfilm Szinkronstúdió készítette el.

## A film készítése
2017 májusában jelentették be, hogy Jesse Eisenberg csatlakozott a film szereplőgárdájához, aki Marcel Marceau szerepét alakítja a francia ellenállás tagjaként töltött időszakában, míg a filmet Jonathan Jakubowicz rendezi saját forgatókönyvéből. 2018 februárjában jelentették be, hogy Haley Bennett és Matthias Schweighöfer is csatlakozott a filmhez, valamint Németországban a Warner Bros. Pictures forgalmazza a filmet. 2018 novemberében Ed Harris, Edgar Ramirez, Clémence Poésy, Bella Ramsey, Röhrig Géza, Karl Markovics és Félix Moati csatlakozott a stábhoz, Poésy Bennettet váltotta.
Eisenberg Marcel Marceau szerepére való felkészülésének fontos része volt a pantomim megtanulása. Néhány hónapig Lorin Eric Salm pantomimművész, mozgás- és pantomimoktatóval képezte magát, aki Marceau párizsi iskolájában tanult, és történetileg Marceau munkásságával foglalkozik. Salm koreografálta a film pantomimjeleneteit is, eredeti pantomimműveket alkotott Marceau technikája és stílusa alapján.

## Bemutató
A Rocket Science kezelte a nemzetközi forgalmazási jogokat. 2019 novemberében az IFC Films megszerezte a film forgalmazási jogait. A film 2020. március 27-én jelent meg; eredetileg moziban tervezték bemutatni, azonban a COVID-19 járvány miatt az IFC ehelyett Video on Demand formátumban adta ki. A film a legmagasabb bevételt hozó film volt Amerikában, amikor a 2020. április 17-i héten debütált, 2490 dolláros bevétellel.